# Saint-Bonnet-de-Chavagne
Saint-Bonnet-de-Chavagne é uma comuna francesa na região administrativa de Auvérnia-Ródano-Alpes, no departamento de Isère. Estende-se por uma área de 15,18 km². Em 2010 a comuna tinha 662 habitantes (densidade: 43,6 hab./km²).